# Mission Pirattak
Mission Pirattak était un jeu télévisé pour enfants diffusé sur France 3 dans Les Minikeums en 1999 et 2000. Le jeu, dont 42 épisodes ont été produits, a été créé par Laure Chouchan. Il était réalisé par Didier Froehly, produit et distribué par Adventure Line Productions et présenté par Olivier Minne. On peut également noter la participation de Yann Le Gac qui joue le rôle du capitaine des pirates et qui fait aussi la voix du squelette "Zygomodo".

## Synopsis
Les pirates ont fait un hold-up et ont dérobé de nombreux objets de valeur. La police française est dépassée par les évènements et fait appel aux plus hautes autorités de la répression du banditisme international. Pour cette mission, aucun adulte ne peut intervenir, ce sont donc trois enfants qui sont missionnés par la compagnie « Anti Bug » pour récupérer le butin à la barbe des pirates.
Deux d'entre eux seront envoyés sur le terrain pour accomplir des défis et résoudre des énigmes, tandis qu'un troisième restera dans le camion-labo en compagnie d'Olivier Minne pour aider ses coéquipiers à distance grâce à une technologie de pointe (radar, détection de présence, activation de gadgets…).

## Distribution
- Yann Le Gac : Le Capitaine, Zygomodo (voix)
- Antoine Marcon : Fly
- Christophe Rakotovao : Ming-Bang
- Gerard Mulheran : Nar 6
- Jean-Luc Rehel : Nickel
- Francis Dondi : Pat-Fil
- Anne-Eve Seignalet : Plume
- Nicolas Germain : Raga

## Anecdotes

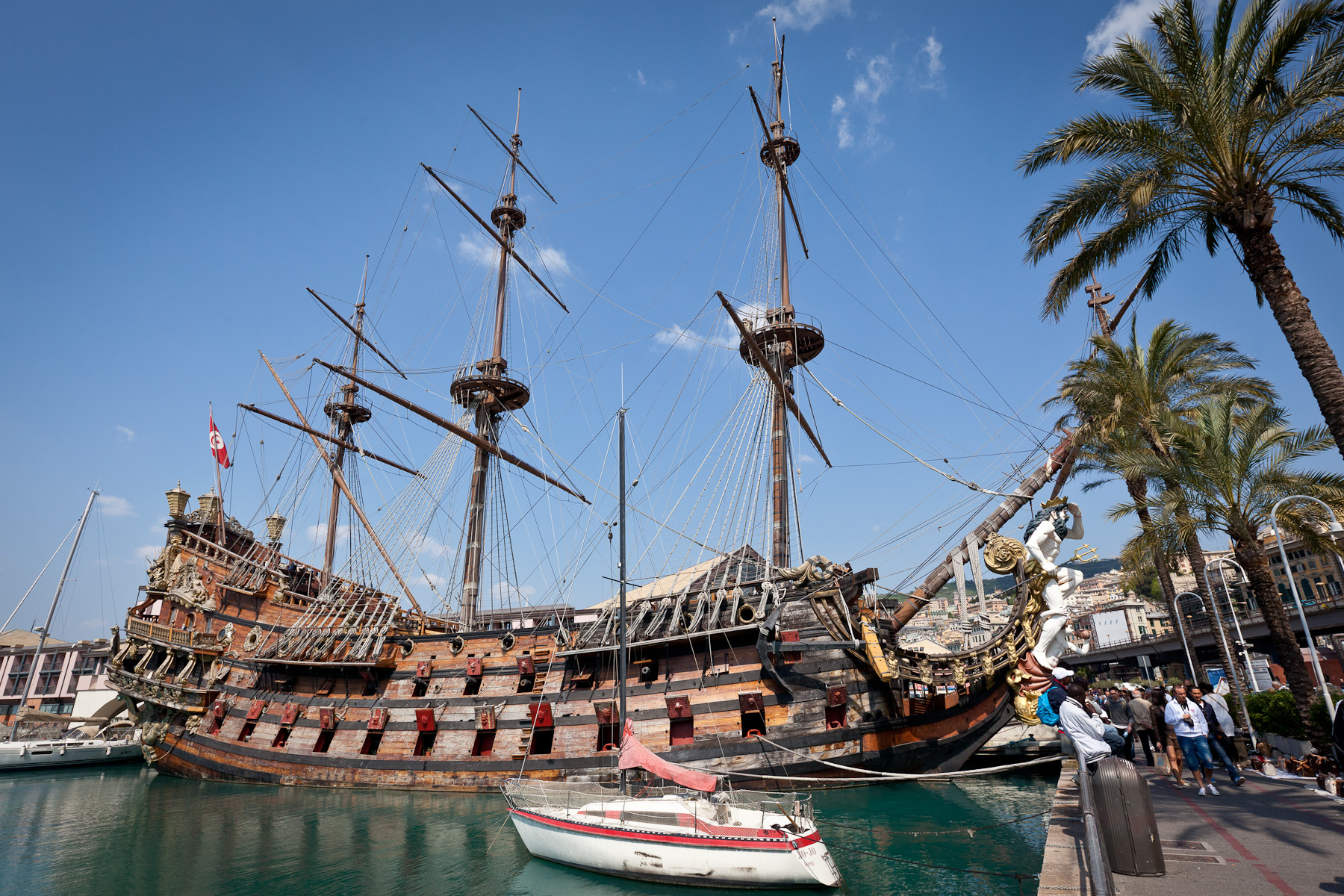
Le galion utilisé pour l'émission.

- Le jeu avait pour décor le galion Neptune, auparavant utilisé dans le film de Roman Polanski, Pirates.
- Olivier Minne et Yann Le Gac se retrouveront en 2003, lorsque le premier prendra les commandes de la présentation du jeu Fort Boyard, et que le second retrouvera dans cette même émission son rôle de Père Fouras.
- Lors du tournage à Gênes de l'émission belge Mercator, présentée aussi par Olivier Minne, celui-ci, lors de sa visite au port, s'est retrouvé nez à nez avec le galion utilisé pour Mission Pirattak[1].
- Le jeu a été édité en jeu de société.
- Antoine Marcon qui joue le personnage Fly était le responsable des épreuves aériennes de l'émission Fort Boyard.
- Jean-Luc Rehel qui joue le personnage Nickel interprète le rôle de Vendeur Angelo dans Le Sanglot des anges, le rôle du journaliste dans Demain nous appartient"" (épisode 26 et 29), ainsi que les rôles de Samuel, Marc Saval et Marc Serval dans Plus belle la vie.
- Anne-Eve Seignalet qui joue le personnage Plume apparaît dans la série Un si grand soleil dans le rôle de Nicole, et dans Pompei dans le rôle de Mère Billie.
- Nicolas Germain qui joue le personnage Raga joue dans les courts métrages Massacre au débouche chiotte et Massacre au débouche chiotte II dans le rôle de Slip Plisscon.
- Francis Dondi qui joue le personnage Pat Fil joue au Théâtre de Sanary.
- Gerard Mulheran qui joue le personnage Nar 6 fait partie du projet Christmas Swing Band - Noël Magique Les Plus Belles Balades De Noë et Christmas Swing Band - Noël En Jazz.
- Christophe Rakotovao qui joue le personnage Ming Bang est l'organisateur d'activités sociales et culturelles.